# Mädchen Mädchen (2025)
Mädchen Mädchen ist ein deutsch-österreichischer Spielfilm aus dem Jahr 2025 mit Kya-Celina Barucki, Julia Novohradsky und Nhung Hong, der unter der Regie von Martina Plura nach einem Drehbuch von Katharina Kiesl entstand. Die Filmkomödie ist eine Neuinszenierung von Mädchen, Mädchen (2001).

## Handlung
Inken, Vicky und Lena sind beste Freundinnen und wollen ihren ersten Orgasmus erleben. Inken eifert ihrer Erzfeindin Cheyenne nach und wartet vergeblich auf einen Höhepunkt mit Freund Tim. Lena sammelt Mut, um ihren Schwarm Nick anzusprechen und Vicky fängt sich einen Vaginalpilz ein.
Inkens bester Freund Flin will nicht länger in der Friendzone feststecken, ihr Vater Gero startet eigene romantische Abenteuer. Intime Geheimnisse stellen die Freundschaft der drei Mädchen auf die Probe.

## Produktion und Hintergrund
Die Dreharbeiten fanden an 33 Drehtagen im September und Oktober 2024 in Wien statt. Produziert wurde der Film von der Münchner Olga Film, der Constantin Film und der österreichischen Epo-Film, als Produzenten fungierten Marina Schiller, Viola Jäger, Dieter Pochlatko und Jakob Pochlatko. Executive Producer war Oliver Berben.
Unterstützt wurde die Produktion vom Österreichischen Filminstitut, ÖFI+, vom Deutschen Filmförderfonds und vom FilmFernsehFonds Bayern.
Die Kamera führte Monika Plura, die Montage verantwortete Christoph Strothjohann und das Casting Liza Stutzky, die Musik schrieb Freya Arde. Den Ton gestaltete Herbert Verdino, das Kostümbild Anisha Stöckinger, das Maskenbild Martin Alexander Geisler und Aurora Hummer und das Szenenbild Anette Ingerl und Marlen von Heydenaber. Als Intimitätskoordinatorin fungierte Katharina Haudum. Die Zwillingsschwestern Martina Plura (Regie) und Monika Plura (Kamera) realisierten zuvor unter anderem die Fernsehserie Achtsam Morden (2024) gemeinsam.

## Veröffentlichung
Premiere war am 29. Juni 2025 am Filmfest München in der Reihe Neues Deutsches Kino.
In Deutschland und Österreich kam der Film am 3. Juli 2025 in die Kinos.

## Musik
Soundtrack von Freya Arde
1. Siebzehn
2. Das Geschenk
3. Fahrradorgasmus
4. Cheyenne rettet Vicky
5. Lenas Crush
6. Mansplaining in der Apotheke
7. Guided Masturbation
8. Lenas Fantasie
9. Erstes Date
10. Unter Wasser
11. Erster Kuss
12. Lena wird gemobbt
13. Versöhnung
14. Inken rettet die Freundschaft
15. Das war mein Hot Girl Summer
16. Mädchen Mädchen Credits

## Rezeption
Thomas Schultze bezeichnete die Produktion auf the-spot-mediafilm.com als gelungene Sommerkomödie, treffsicher und charmant, wenn nötig derb, immer gekoppelt an ein jetziges Lebensgefühl, unter Dauerstrom und doch entspannt und voller Vertrauen in seine Hauptfiguren. Außerdem lobte er die darstellerischen Leistungen, insbesondere von Kya-Celina Barucki, Zoë Pastelle Holthuizen, Nhung Hong und Julia Novohradsky.
mucke-und-mehr.de vergab sechs von zehn Punkten, die neue Version sei um einiges unterhaltsamer als ihre Vorlage. Die Komödie sei auch für Zuschauer jenseits der Zielgruppe erstaunlich erfrischend und lasse letztendlich einen erfreulich feministischeren Ansatz erkennen.
Pia Pilsbacher urteilte auf DerStandard.at, der Filme liefere seichte Unterhaltung mit vorhersehbarer Handlung und Feminismus als Nachgedanken. Die Solidarität zwischen Frauen sei der wertvollste Aspekt, zumal die Beziehung der drei Mädchen zueinander in all ihren Komplikationen überraschend authentisch dargestellt sei.

## Auszeichnungen und Nominierungen
Förderpreis Neues Deutsches Kino 2025
- Nominierung in der Kategorie Regie (Martina Plura)[14]
- Nominierung in der Kategorie Drehbuch (Kathi Kiesl)
- Nominierung in der Kategorie Schauspielerische Leistung (Kya-Celina Barucki, Julia Novohradsky, Nhung Hong)